# Hanka Kliese

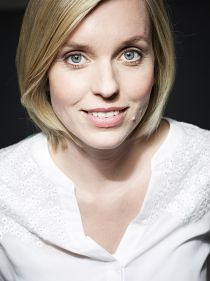
Hanka Kliese (2016)

Hanka Kliese (* 13. April 1980 in Pasewalk) ist eine deutsche Politologin und Politikerin (SPD). Sie war von 2009 bis 2024 Mitglied des Sächsischen Landtags.

## Leben
Kliese wuchs in einer Lehrerfamilie auf. Sie verbrachte ihre Kindheit wegen der beruflichen Tätigkeit ihrer Eltern in Kroatien (1983–1986) und Nordkorea (1986–1988) und danach in Chemnitz (bis 1990 Karl-Marx-Stadt), wo sie 1998 am Gymnasium Am Schloßteich ihr Abitur ablegte. In dieser Zeit spielte sie in der Jugend des Chemnitzer FC Fußball.
Von 1999 bis 2006 studierte sie an der Technischen Universität Chemnitz als Stipendiatin der Friedrich-Ebert-Stiftung Politikwissenschaften und Erwachsenenbildung. Sie absolvierte Praktika am Dresdner Hannah-Arendt-Institut für Totalitarismusforschung und im Europäischen Parlament in Brüssel.
Im Februar 2006 beendete sie ihr Studium als Magistra Artium und wirkte von 2006 bis 2008 als Abgeordnetenmitarbeiterin im Deutschen Bundestag. Nach ihrer Tätigkeit beim Bundestagsabgeordneten Detlef Müller (SPD) arbeitete sie zuletzt für Wolfgang Gunkel (SPD) im Bereich Menschenrechte und humanitäre Hilfe. Zurück in Chemnitz arbeitete sie für die Geschäftsführung der Arbeiterwohlfahrt.
Kliese hat eine Tochter, ist evangelischer Konfession und lebt in Chemnitz.

## Politik

### Partei
Seit 1997 ist Kliese Mitglied der Jusos in Chemnitz und seit 2000 der SPD Sachsen. Kliese ist ferner Mitglied und war von 2008 bis 2016 stellvertretende Vorsitzende der Arbeitsgemeinschaft Sozialdemokratischer Frauen Chemnitz. Bei der Chemnitzer Oberbürgermeisterwahl 2006 fungierte sie als Wahlkampfmanagerin für die SPD-Kandidatin und spätere Oberbürgermeisterin Barbara Ludwig. Von 2018 bis 2021 war Kliese stellvertretende Vorsitzende der SPD Sachsen.

### Abgeordnete
Bei der Landtagswahl 2009 kandidierte sie im Wahlkreis 13 (Chemnitz 2) als Direktkandidatin ihrer Partei. Sie erhielt nach den Mitbewerbern aus CDU und Die Linke 13,6 Prozent der Erststimmen und zog über den Listenplatz 6 der Landesliste der SPD in den Sächsischen Landtag ein. 2014 wurde sie über die Liste wiedergewählt; als Direktkandidatin im Wahlkreis 11 (Chemnitz 2) vereinigte sie 15,4 Prozent der Erststimmen. Im 5. Sächsischen Landtag war sie Mitglied des Ausschusses für Wissenschaft und Hochschule, Kultur und Medien und des Ausschusses für Schule und Sport. Im 6. Sächsischer Landtag war sie Mitglied im Ausschuss für Wissenschaft und Hochschule, Kultur und Medien und Vorsitzende des Bewertungsausschusses sowie seit 2014 stellvertretende Fraktionsvorsitzende ihrer Partei und Sprecherin für Inklusion, Sprecherin für Kulturpolitik und Erinnerungskultur. Bei der Landtagswahl 2019 kandidierte Hanka Kliese im Wahlkreis 10 als Direktkandidatin und zog über den Listenplatz 4 der Landesliste der SPD in den Sächsischen Landtag ein. Im 7. Sächsischen Landtag war sie Sprecherin für Justiz, Gleichstellung, Inklusion und Teilhabe sowie Europa. Sie war stellvertretende Vorsitzende des Ausschusses für Verfassung und Recht, Demokratie, Europa und Gleichstellung und Sprecherin des Bewertungsausschusses. 2019 wurde sie als stellvertretende Fraktionsvorsitzende wiedergewählt. Zur Landtagswahl 2024 trat Kliese nicht mehr an.

## Sonstiges
Kliese engagiert sich seit Jahren für Demokratie und gegen Rechtsextremismus. So ist sie seit 2001 Mitglied im Netzwerk für Demokratie und Courage (NDC) und schreibt für das SPD-nahe Internetportal Endstation Rechts. Sie ist Gründerin des Chemnitzer Bündnisses „Bunter Brühl“. 2011 gründete sie den Verein Lern- und Gedenkort Kaßberg-Gefängnis e. V. in Chemnitz mit, der an politische Häftlinge der DDR erinnert, die von der BRD freigekauft wurden und dessen stellvertretende Vorsitzende sie wurde. Von 2015 bis 2020 war Kliese Vorsitzende des Kulturforums der Sozialdemokratie in Sachsen. Seit Juni 2021 ist sie Vizepräsidentin der Europäischen Bewegung Sachsen.

## Publikationen
- Antifaschist – Stalinist – Dissident. Stationen im Leben Robert Havemanns. In: Deutsche Studien 147/148 = 38 (2002), S. 72–86.
- „Wieder gelesen“: Sigmund Neumann, Die Parteien der Weimarer Republik. In: Uwe Backes, Eckhard Jesse (Hrsg.): Jahrbuch Extremismus & Demokratie. Bd. 17, 2005. Nomos, Baden-Baden 2005, ISBN 3-8329-1665-2, S. 292–297.